# Veikko Hursti
Veikko Stefanus Hursti (25. listopadu 1924 Helsinky – 10. května 2005 tamtéž) byl finský sociální pracovník.
Vyrostl ve zbožné metodistické rodině. Byl šestý ze sedmi dětí, jeho bratr Harras Hursti se stal operním pěvcem. Absolvoval výtvarnou školu a pracoval jako reklamní grafik. Bojoval jako dobrovolník v pokračovací válce. Po válce se oženil a stal se úspěšným cirkusovým akrobatem. Propadl však závislosti na alkoholu, přišel o byt, jeho děti skočily v dětském domově, nakrátko byl i uvězněn.
Koncem šedesátých let zažil podle svých slov duchovní osvícení a stal se charismatickým kazatelem. Vstoupil do Armády spásy a začal působit jako streetworker mezi bezdomovci a drogově závislými. Organizoval sbírky potravin a oděvů a pořádal proslulé vánoční večírky pro chudé ve sportovní hale v Töölö. V roce 1983 založil se svou manželkou vlastní charitativní organizaci Veikko ja Lahja Hurstin Laupeudentyö. 
Timo Humaloja o něm natočil dokumentární film Köyhien apostoli (1999). Finský stát mu udělil medaili Pro Benignitate Humana. V roce 2004 skončil na dvacátém místě televizní ankety Velcí Finové. V jeho dobročinné práci pokračují syn Heikki Hursti a vnučka Sini Hurstiová.